# Trương Ký (nhà Minh)
Trương Ký (chữ Hán: 张骥, ? – 1449), tự Trọng Đức, người An Hóa, Hồ Nam, quan viên nhà Minh.

## Sự nghiệp
Thời Vĩnh Lạc, Ký đỗ kỳ thi Hương, được gia nhập Quốc học. Đầu thời Tuyên Đức, Ký được thụ chức Ngự sử, sau đó ra làm Tuần án Giang Tây, tra xét hình ngục ở Phúc Kiến, được tiếng là nhân từ và thanh liêm.
Năm Chánh Thống thứ 8 (1443), bọn Lại bộ thượng thư Vương Trực đáp lại chiếu thư, tiến cử những quan viên trong triều liêm chính lại có học vấn – phẩm hạnh, Ký nằm trong số ấy. Ký được thăng làm Đại Lý tự thừa, Tuần phủ Sơn Đông. Trước đó, Tế Nam đặt ra chức Phủ dân quan, chuyên phủ dụ lưu dân. Về sau chức vụ này quấy nhiễu dân, Ký tấu xin bãi bỏ. Phong tục trong vùng là nếu có hạn hán, liền phá ngôi mộ mới đắp, tàn hại thi thể, cho rằng hạn hán là do người mới chết gây ra, đặt tên hành vi ấy là “đả Hạn cốt thung”; triều đình theo đề nghị của Ký mà cấm tuyệt hủ tục này ! Sau đó Ký được về triều, tiến làm Hữu thiếu khanh; tiếp đó, Ký nhận mệnh tuần thị từ dân đói Tế Ninh đến Hoài, Dương. Ký ra luật bắt châu chấu, dừng mọi việc không gấp, trừ nợ phát thóc, khiến quan dân cảm thấy được cứu giúp.
Mùa đông năm thứ 13 (1448), Ký được làm Tuần phủ Chiết Giang. Từ năm thứ 9 (1444), dân đói tụ tập làm cướp, nhanh chóng chuyển thành bạo loạn, tàn hại các tỉnh Chiết Giang, Giang Tây, Phúc Kiến. Trước sau có người Khánh Nguyên là Diệp Tông Lưu và người Lệ Thủy (nay là Liên Đô) là Trần Giám Hồ họp nhau, sau khi Đặng Mậu Thất nổi dậy thì Diệp, Trần xin phụ thuộc Đặng, kế đó người Toại Xương là Tô Nha, Du Bá Thông hưởng ứng bọn họ; quan quân liên tiếp thất bại. Ký đến nhận chức, sai Kim Hoa tri phủ Thạch Mạo đánh bại và giết chết Tô Nha, phủ dụ đồ đảng của hắn. Trần Giám Hồ giết Diệp Tông Lưu, thôn tính bộ hạ của Diệp, tiếp tục cướp bóc khắp nơi. Gặp lúc Đặng Mậu Thất chết, Giám Hồ trở nên cô thế, Ký mệnh Lệ Thủy thừa Đinh Ninh đưa bọn bô lão Vương Thế Xương đi chiêu dụ, Giám Hồ đồng ý ra hàng, chỉ có Đào Đắc Nhị không chấp nhận, giết sứ giả, vào núi làm cướp như cũ. Đến tháng 4 ÂL năm thứ 14 (1449), bọn Tô Ký Dưỡng cướp bóc Kim Hoa, bị quan quân tiễu diệt, thế lực phản quân ngày càng suy yếu.
Mùa thu năm ấy, Minh Đại Tông nối ngôi, triệu Ký về, nhưng ông mất giữa đường.

## Đánh giá
Sử cũ nhận xét: Ký đến nơi nào cũng có thành tích, dân chúng Sơn Đông, Lưỡng Chiết rất lâu về sau vẫn nhớ ông.